# Transports en commun de Dijon

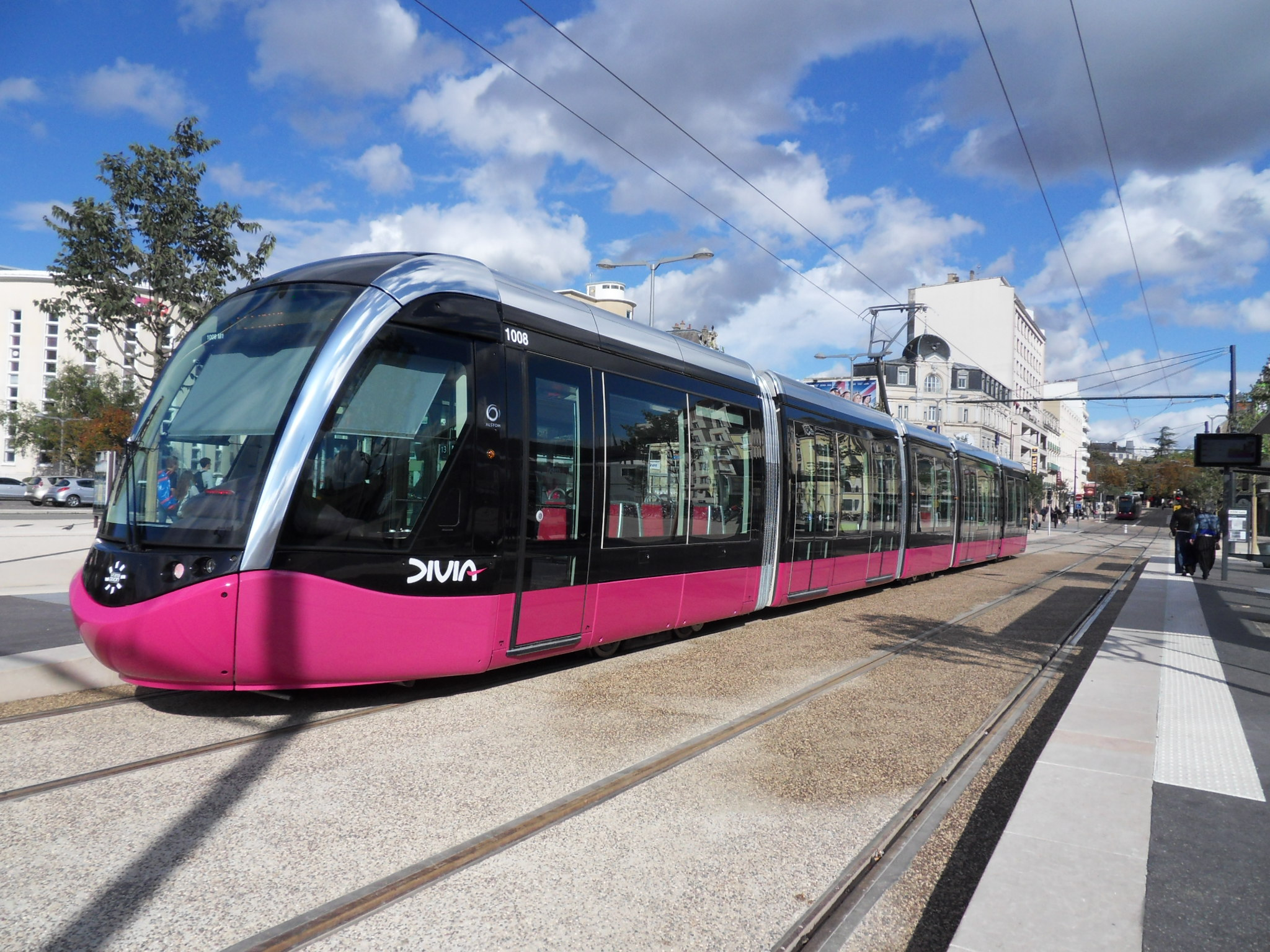

Divia Mobilités est le nom commercial du réseau de transport en commun opérant sur le territoire de Dijon Métropole.

## Présentation

### Histoire
Ci-dessous les dates clés dans l'histoire du réseau Divia :
- Lancé le 25 octobre 2004, le réseau Divia a apporté de nombreux changements par rapport à l'ancien réseau de bus de la Société de transport de la région dijonnaise (STRD) ; nouveau réseau, nouveau nom, nouvelle identité pour les bus, nouveaux bus au GNV, nouvelles communes desservies, etc.

La fréquentation était de 44 935 000 de voyages en 2018 soit 174 voyages par habitant et par an. D'après le conseil de communauté du 30 janvier 2014, la fréquentation a augmenté de 20,5 % sur l'année 2013 par rapport à l'année 2012, puis de 9,7 % les deux années suivantes.
- En 2007, le Grand Dijon met en place le système d'aide à l'exploitation et à l'information voyageurs (SAIEV) sur le réseau Divia sous le nom Totem : des bornes d'information sont installées aux principaux arrêts et le SAEIV Inéo est installé dans l'ensemble de la flotte de bus.

Les bornes permettent d'informer les voyageurs sur le temps d'attente aux arrêts. Dans les bus, des écrans TFT indiquent le nom de chaque arrêt et la destination, le temps nécessaire pour rejoindre les principaux lieux desservis par la ligne, ainsi que les perturbations sur le réseau. Une annonce sonore est également présente dans les bus.
- Le 12 juillet 2010, le réseau Divia a été restructuré, nouvelles lignes, dessertes améliorées, ligne effectuant le tour de la ville, ligne de nuit, et modifications d'itinéraires en vue des travaux du tramway.
- Le 2 septembre 2012, lendemain de l'inauguration de la première ligne de tramway, une nouvelle réorganisation du réseau a lieu, lui donnant cette fois-ci un caractère plus définitif, les travaux du tramway étant terminés.
- En 2017, la gestion des transports en commun (DiviaBus&Tram), du stationnement (DiviaPark et DiviaVéloPark) et des vélos en libre-service (DiviaVélodi) et en location longue durée (DiviaVélo) de Dijon Métropole est regroupée sous le nom commercial de DiviaMobilités[2].

### Communes desservies

Logo de Dijon métropole.

Le réseau Divia dessert les 24 communes de Dijon Métropole.
- En 2004 lors de la mise en service du réseau Divia, les communes de Bressey-sur-Tille, Bretenière, Crimolois, Hauteville-lès-Dijon, Magny-sur-Tille ont rejoint les autres communes de Dijon Métropole, appelé COMADI jusqu'en 2005, et desservies par l'ancien réseau STRD.
- En 2007, la commune de Fénay rejoint le Grand Dijon et le réseau Divia.
- En 2013, les communes de Corcelles-les-Monts et de Flavignerot rejoignent le Grand Dijon (qui sera par la suite transformée en communauté urbaine en 2015 et en métropole en 2017 sous le nom de Dijon Métropole) et le réseau Divia.

Liste des communes desservies :
- Ahuy
- Bressey-sur-Tille
- Bretenière
- Chenôve
- Chevigny-Saint-Sauveur
- Corcelles-les-Monts
- Daix
- Dijon
- Fénay
- Flavignerot
- Fontaine-lès-Dijon
- Hauteville-lès-Dijon
- Longvic
- Magny-sur-Tille
- Marsannay-la-Côte
- Neuilly-Crimolois
- Ouges
- Perrigny-lès-Dijon
- Plombières-lès-Dijon
- Quetigny
- Saint-Apollinaire
- Sennecey-lès-Dijon
- Talant

### Identité visuelle
Le réseau Divia n'a changé qu'une fois d'identité visuelle : peu avant la mise en service des deux lignes de tramway en 2012.

Ancien logo du 25 octobre 2004 à mai 2012
Ancien logo de juin 2012 à septembre 2017
Logo actuel depuis septembre 2017

### Fréquentation
Ci-dessous, l'historique de la fréquentation du réseau, depuis 2002. Données corrigées, en millions de voyages.
Le graphique qui aurait dû être présenté ici ne peut pas être affiché car il utilise l'ancienne extension Graph, désactivée pour des questions de sécurité. Des indications pour créer un nouveau graphique avec la nouvelle extension Chart sont disponibles ici.

## Le réseau depuis le 8 janvier 2024
Au cours d'une conférence de presse organisée par la métropole de Dijon en juin 2023, les modifications du réseau Divia ont été officialisées. Parmi ces annonces, deux nouvelles Lianes sont créées, des Lignes plus petites sont transformées ou créées, et certaines Lignes fusionnent leurs parcours. Les 2 lignes de tramway restent inchangées tout comme quatre des cinq Lianes qui existaient jusque-là.. Le but étant de mieux répondre aux nouveaux modes de vie, aux nouveaux quartiers naissants et nouveaux pôles économiques et attractifs de l'agglomération. Les changements deviennent effectifs le 28 août 2023. À la suite de plaintes des habitants du quartier des Bourroches qui se retrouvent sans ligne de bus leur permettant de rejoindre le tramway rapidement, une extension de la ligne B14 est mise en place à partir du 8 janvier 2024.

### Tramway
Le réseau reste identique à celui de 2012 et comporte deux lignes de tramway, dont voici les terminus :
    T    1   : DIJON Gare — QUETIGNY Centre La Parenthèse
    T    2   : DIJON Valmy — CHENÔVE Centre
Le projet du T3 entre Marsannay Portes du Sud et Epirey Capnord est encore en plein débat. Le tracé n'est pas encore décidé et certains se plaignent car les travaux les dérangeront pendant leurs activités quoditiennes. Une page a été dédiée à ce projet de tramway: Ligne 3 du tramway de Dijon

### Lignes à niveau élevé de service (Lianes)
Le réseau comporte 7 lignes structurantes, appelées « lianes », transversales pour la plupart, reliant les quartiers d'habitation les plus denses de l'agglomération, ses principaux équipements et toutes les communes de plus de . Elles circulent de 5 h 15 à 0 h 40 du lundi au samedi, et de 6 h 40 à 0 h 40 le dimanche. Ce sont les seules lignes du réseau qui fonctionnent aussi bien le dimanche matin qu'en soirée, excepté la liane 7 remplacée par un service de soirée spécifique : Flex'Night. Le but principal des 7 Lianes est de compléter le tramway avec des fréquences régulières de passages en semaine.
| Ligne | Caractéristiques | Caractéristiques                                                                    | Caractéristiques                                                                    | Caractéristiques                                                                    | Caractéristiques                                                                    | Caractéristiques                                                                    | Caractéristiques                                                                    | Caractéristiques                                                                    | Caractéristiques                                                                    |
| L3    | L 3 | L 3                                                                                 | L 3                                                                                 | L 3                                                                                 | L 3                                                                                 | L 3                                                                                 | L 3                                                                                 | L 3                                                                                 | L 3                                                                                 |
| L3    | Fontaine d'Ouche "par République et Darcy" ⥋ Épirey Capnord par Darcy et République                                                              | Fontaine d'Ouche "par République et Darcy" ⥋ Épirey Capnord par Darcy et République | Fontaine d'Ouche "par République et Darcy" ⥋ Épirey Capnord par Darcy et République | Fontaine d'Ouche "par République et Darcy" ⥋ Épirey Capnord par Darcy et République | Fontaine d'Ouche "par République et Darcy" ⥋ Épirey Capnord par Darcy et République | Fontaine d'Ouche "par République et Darcy" ⥋ Épirey Capnord par Darcy et République | Fontaine d'Ouche "par République et Darcy" ⥋ Épirey Capnord par Darcy et République | Fontaine d'Ouche "par République et Darcy" ⥋ Épirey Capnord par Darcy et République | Fontaine d'Ouche "par République et Darcy" ⥋ Épirey Capnord par Darcy et République |
| ----- | --- | ----------------------------------------------------------------------------------- | ----------------------------------------------------------------------------------- | ----------------------------------------------------------------------------------- | ----------------------------------------------------------------------------------- | ----------------------------------------------------------------------------------- | ----------------------------------------------------------------------------------- | ----------------------------------------------------------------------------------- | ----------------------------------------------------------------------------------- |
| L3    | Ouverture / Fermeture 12 juillet 2010 / — | Longueur 11 km                                                                      | Durée 41 à 48 min                                                                   | Nb. d’arrêts 33                                                                     | Matériel Bus Articulé HeuliezBus                                                    | Jours de fonctionnement L, Ma, Me, J, V, S, D                                       | Jour / Soir / Nuit / Fêtes O / O / N / O                                            | Voy. / an 3 328 282                                                                 | Dépôt DiviaMobilités à Dijon Keolis Dijon                                           |
| L3    | Desserte : Dijon - Principaux arrêts : Chanoine Kir, SNCF Vincenot, Darcy, République, 30 Octobre, Boulanger, Parc des Sports, Place des Savoirs |                                                                                     |                                                                                     |                                                                                     |                                                                                     |                                                                                     |                                                                                     |                                                                                     |                                                                                     |
| L3    | Autre : Ne circule pas le 1er Mai |                                                                                     |                                                                                     |                                                                                     |                                                                                     |                                                                                     |                                                                                     |                                                                                     |                                                                                     |
| L3    | Dernière actualisation : — |                                                                                     |                                                                                     |                                                                                     |                                                                                     |                                                                                     |                                                                                     |                                                                                     |                                                                                     |
| L4    | L 4 | L 4                                                                                 | L 4                                                                                 | L 4                                                                                 | L 4                                                                                 | L 4                                                                                 | L 4                                                                                 | L 4                                                                                 | L 4                                                                                 |
| L4    | MARSANNAY Portes du Sud ⥋ Monge Cité de la Gastronomie                                                                                           |                                                                                     |                                                                                     |                                                                                     |                                                                                     |                                                                                     |                                                                                     |                                                                                     |                                                                                     |
| L4    | Ouverture / Fermeture 12 juillet 2010 / — | Longueur 7 km                                                                       | Durée 25 à 30 min                                                                   | Nb. d’arrêts 25                                                                     | Matériel Bus Articulé et Standard                                                   | Jours de fonctionnement L, Ma, Me, J, V, S, D                                       | Jour / Soir / Nuit / Fêtes O / O / N / O                                            | Voy. / an —                                                                         | Transporteur Keolis Dijon                                                           |
| L4    | Desserte : Dijon, Chenôve et Marsannay-la-Côte - Principaux arrêts : Marsannay, Rue de Longvic, Chenôve Centre, Bourroches Eiffel                |                                                                                     |                                                                                     |                                                                                     |                                                                                     |                                                                                     |                                                                                     |                                                                                     |                                                                                     |
| L4    | Autre : |                                                                                     |                                                                                     |                                                                                     |                                                                                     |                                                                                     |                                                                                     |                                                                                     |                                                                                     |
| L4    | Dernière actualisation : — |                                                                                     |                                                                                     |                                                                                     |                                                                                     |                                                                                     |                                                                                     |                                                                                     |                                                                                     |
| L5    | L 5 | L 5                                                                                 | L 5                                                                                 | L 5                                                                                 | L 5                                                                                 | L 5                                                                                 | L 5                                                                                 | L 5                                                                                 | L 5                                                                                 |
| L5    | TALANT Dullin ⥋ Université par Darcy et Monge |                                                                                     |                                                                                     |                                                                                     |                                                                                     |                                                                                     |                                                                                     |                                                                                     |                                                                                     |
| L5    | Ouverture / Fermeture 25 octobre 2004 / — | Longueur 9,5 km                                                                     | Durée 38 à 42 min                                                                   | Nb. d’arrêts 34                                                                     | Matériel Bus Articulé                                                               | Jours de fonctionnement L, Ma, Me, J, V, S, D                                       | Jour / Soir / Nuit / Fêtes O / O / N / O                                            | Voy. / an 3 713 879                                                                 | Transporteur Keolis Dijon                                                           |
| L5    | Desserte : Dijon et Talant - Principaux arrêts : Canzio, Clomiers, Square Darcy, Monge Cité de la Gastronomie, Wilson, Mansart                   |                                                                                     |                                                                                     |                                                                                     |                                                                                     |                                                                                     |                                                                                     |                                                                                     |                                                                                     |
| L5    | Autre : |                                                                                     |                                                                                     |                                                                                     |                                                                                     |                                                                                     |                                                                                     |                                                                                     |                                                                                     |
| L5    | Dernière actualisation : — |                                                                                     |                                                                                     |                                                                                     |                                                                                     |                                                                                     |                                                                                     |                                                                                     |                                                                                     |
| L6    | L 6 | L 6                                                                                 | L 6                                                                                 | L 6                                                                                 | L 6                                                                                 | L 6                                                                                 | L 6                                                                                 | L 6                                                                                 | L 6                                                                                 |
| L6    | LONGVIC ⥋ Toison d'Or par Théâtre et République                                                                                                  |                                                                                     |                                                                                     |                                                                                     |                                                                                     |                                                                                     |                                                                                     |                                                                                     |                                                                                     |
| L6    | Ouverture / Fermeture 12 juillet 2010 / — | Longueur 12 km                                                                      | Durée 40 à 46 min                                                                   | Nb. d’arrêts 39                                                                     | Matériel Bus Articulé                                                               | Jours de fonctionnement L, Ma, Me, J, V, S, D                                       | Jour / Soir / Nuit / Fêtes O / O / N / O                                            | Voy. / an 2 526 837                                                                 | Transporteur Keolis Dijon                                                           |
| L6    | Desserte : Dijon et Longvic - Principaux arrêts : Longvic Centre, Parc, Wilson, Théâtre, 30 Octobre, République, Theuriet, La Vapeur             |                                                                                     |                                                                                     |                                                                                     |                                                                                     |                                                                                     |                                                                                     |                                                                                     |                                                                                     |
| L6    | Autre : |                                                                                     |                                                                                     |                                                                                     |                                                                                     |                                                                                     |                                                                                     |                                                                                     |                                                                                     |
| L6    | Dernière actualisation : — |                                                                                     |                                                                                     |                                                                                     |                                                                                     |                                                                                     |                                                                                     |                                                                                     |                                                                                     |
| L7    | L 7 | L 7                                                                                 | L 7                                                                                 | L 7                                                                                 | L 7                                                                                 | L 7                                                                                 | L 7                                                                                 | L 7                                                                                 | L 7                                                                                 |
| L7    | QUETIGNY Europe ⥋ CHEVIGNY |                                                                                     |                                                                                     |                                                                                     |                                                                                     |                                                                                     |                                                                                     |                                                                                     |                                                                                     |
| L7    | Ouverture / Fermeture 2 septembre 2012 / — | Longueur 7 km                                                                       | Durée 18 à 24 min                                                                   | Nb. d’arrêts 21                                                                     | Matériel Bus Standard et Articulé                                                   | Jours de fonctionnement L, Ma, Me, J, V, S, D                                       | Jour / Soir / Nuit / Fêtes O / N / N / O                                            | Voy. / an 850 810                                                                   | Transporteur Keolis Dijon                                                           |
| L7    | Desserte : Quetigny et Chevigny-Saint-Sauveur - Principaux arrêts : Grand Marché, Lycée Boivin                                                   |                                                                                     |                                                                                     |                                                                                     |                                                                                     |                                                                                     |                                                                                     |                                                                                     |                                                                                     |
| L7    | Autre : Fin de service à 21h |                                                                                     |                                                                                     |                                                                                     |                                                                                     |                                                                                     |                                                                                     |                                                                                     |                                                                                     |
| L7    | Dernière actualisation : — |                                                                                     |                                                                                     |                                                                                     |                                                                                     |                                                                                     |                                                                                     |                                                                                     |                                                                                     |
| L8    | L 8 | L 8                                                                                 | L 8                                                                                 | L 8                                                                                 | L 8                                                                                 | L 8                                                                                 | L 8                                                                                 | L 8                                                                                 | L 8                                                                                 |
| L8    | ST-APOLLINAIRE Val Sully ⥋ Chicago |                                                                                     |                                                                                     |                                                                                     |                                                                                     |                                                                                     |                                                                                     |                                                                                     |                                                                                     |
| L8    | Ouverture / Fermeture 28 août 2023 / — | Longueur 10 km                                                                      | Durée 35 à 42 min                                                                   | Nb. d’arrêts 33                                                                     | Matériel Bus Articulé                                                               | Jours de fonctionnement L, Ma, Me, J, V, S, D                                       | Jour / Soir / Nuit / Fêtes O / O / N / O                                            | Voy. / an —                                                                         | Transporteur Keolis Dijon                                                           |
| L8    | Desserte : Dijon, Saint-Apollinaire - Principaux arrêts : Urgences CHU, 30 Octobre, Wilson                                                       |                                                                                     |                                                                                     |                                                                                     |                                                                                     |                                                                                     |                                                                                     |                                                                                     |                                                                                     |
| L8    | Autre : Sur réservation après 22h30 |                                                                                     |                                                                                     |                                                                                     |                                                                                     |                                                                                     |                                                                                     |                                                                                     |                                                                                     |
| L8    | Dernière actualisation : — |                                                                                     |                                                                                     |                                                                                     |                                                                                     |                                                                                     |                                                                                     |                                                                                     |                                                                                     |
| L9    | L 9 | L 9                                                                                 | L 9                                                                                 | L 9                                                                                 | L 9                                                                                 | L 9                                                                                 | L 9                                                                                 | L 9                                                                                 | L 9                                                                                 |
| L9    | Toison d'Or ⥋ Monge Cité de la gastronomie |                                                                                     |                                                                                     |                                                                                     |                                                                                     |                                                                                     |                                                                                     |                                                                                     |                                                                                     |
| L9    | Ouverture / Fermeture 28 août 2023 / — | Longueur 9 km                                                                       | Durée 35 à 40 min                                                                   | Nb. d’arrêts 25                                                                     | Matériel Bus standard                                                               | Jours de fonctionnement L, Ma, Me, J, V, S, D                                       | Jour / Soir / Nuit / Fêtes O / O / N / O                                            | Voy. / an —                                                                         | Transporteur Keolis Dijon                                                           |
| L9    | Desserte : Dijon, Fontaine-lès-Dijon - Principaux arrêts : FONTAINE Centre commercial, Monnet, Terrillon, Darcy                                  |                                                                                     |                                                                                     |                                                                                     |                                                                                     |                                                                                     |                                                                                     |                                                                                     |                                                                                     |
| L9    | Autre : |                                                                                     |                                                                                     |                                                                                     |                                                                                     |                                                                                     |                                                                                     |                                                                                     |                                                                                     |
| L9    | Dernière actualisation : — |                                                                                     |                                                                                     |                                                                                     |                                                                                     |                                                                                     |                                                                                     |                                                                                     |                                                                                     |

### Lignes
Les lignes 10 à 19 desservent des communes et quartiers non desservis par les Lianes et assurent la desserte de proximité. Elles permettent soit de se rendre directement au centre-ville, soit d'avoir une correspondance avec une liane ou le tram. Elles circulent de 5 h 30 à 21 h 00 du lundi au samedi et de 13 h 00 à 21 h 00 le dimanche, pour la plupart.
| Ligne | Caractéristiques | Caractéristiques        | Caractéristiques        | Caractéristiques        | Caractéristiques        | Caractéristiques                              | Caractéristiques                         | Caractéristiques        | Caractéristiques              |
| 10    | B 10 | B 10                    | B 10                    | B 10                    | B 10                    | B 10                                          | B 10                                     | B 10                    | B 10                          |
| 10    | TALANT Citadelle ⥋ AHUY | TALANT Citadelle ⥋ AHUY | TALANT Citadelle ⥋ AHUY | TALANT Citadelle ⥋ AHUY | TALANT Citadelle ⥋ AHUY | TALANT Citadelle ⥋ AHUY                       | TALANT Citadelle ⥋ AHUY                  | TALANT Citadelle ⥋ AHUY | TALANT Citadelle ⥋ AHUY       |
| ----- | --- | ----------------------- | ----------------------- | ----------------------- | ----------------------- | --------------------------------------------- | ---------------------------------------- | ----------------------- | ----------------------------- |
| 10    | Ouverture / Fermeture 28 août 2023 / — | Longueur 13 km          | Durée 40 à 45 min       | Nb. d’arrêts 38         | Matériel Bus            | Jours de fonctionnement L, Ma, Me, J, V, S, D | Jour / Soir / Nuit / Fêtes O / N / N / O | Voy. / an —             | Transporteur Keolis Dijon     |
| 10    | Desserte : Talant, Dijon, Ahuy et Fontaine-lès-Dijon - Principaux arrêts : Marmuzots, Square Darcy, Fauconnet, Nation                                       |                         |                         |                         |                         |                                               |                                          |                         |                               |
| 10    | Autre : Le dimanche ne circule de façon régulière qu'entre TALANT Citadelle et Square Darcy.                                                                |                         |                         |                         |                         |                                               |                                          |                         |                               |
| 10    | Dernière actualisation : — |                         |                         |                         |                         |                                               |                                          |                         |                               |
| 12    | B 12 | B 12                    | B 12                    | B 12                    | B 12                    | B 12                                          | B 12                                     | B 12                    | B 12                          |
| 12    | PLOMBIÈRES ⥋ Parc de la Colombière |                         |                         |                         |                         |                                               |                                          |                         |                               |
| 12    | Ouverture / Fermeture 12 juillet 2010 / — | Longueur 11 km          | Durée 35 à 42 min       | Nb. d’arrêts 33         | Matériel Bus            | Jours de fonctionnement L, Ma, Me, J, V, S, D | Jour / Soir / Nuit / Fêtes O / N / N / O | Voy. / an —             | Transporteur Keolis Dijon     |
| 12    | Desserte : Plombières-lès-Dijon et Dijon - Principaux arrêts : Le Lac, Square Darcy, Monge Cité de la Gastronomie, Wilson                                   |                         |                         |                         |                         |                                               |                                          |                         |                               |
| 12    | Autre : |                         |                         |                         |                         |                                               |                                          |                         |                               |
| 12    | Dernière actualisation : — |                         |                         |                         |                         |                                               |                                          |                         |                               |
| 13    | B 13 | B 13                    | B 13                    | B 13                    | B 13                    | B 13                                          | B 13                                     | B 13                    | B 13                          |
| 13    | Motte Giron ⥋ FONTAINE Village |                         |                         |                         |                         |                                               |                                          |                         |                               |
| 13    | Ouverture / Fermeture 12 juillet 2010 / — | Longueur 10,5 km        | Durée 32 à 38 min       | Nb. d’arrêts 32         | Matériel Bus            | Jours de fonctionnement L, Ma, Me, J, V, S, D | Jour / Soir / Nuit / Fêtes O / N / N / O | Voy. / an 577 493       | Transporteur Keolis Dijon     |
| 13    | Desserte : Dijon et Fontaine-lès-Dijon - Principaux arrêts : CHS La Chartreuse, Square Darcy, Houdart                                                       |                         |                         |                         |                         |                                               |                                          |                         |                               |
| 13    | Autre : |                         |                         |                         |                         |                                               |                                          |                         |                               |
| 13    | Dernière actualisation : — |                         |                         |                         |                         |                                               |                                          |                         |                               |
| 14    | B 14 | B 14                    | B 14                    | B 14                    | B 14                    | B 14                                          | B 14                                     | B 14                    | B 14                          |
| 14    | MARSANNAY Charon ⥋ Charet |                         |                         |                         |                         |                                               |                                          |                         |                               |
| 14    | Ouverture / Fermeture 2 septembre 2012 / — | Longueur 7,5 km         | Durée 21 à 26 min       | Nb. d’arrêts 21         | Matériel Bus            | Jours de fonctionnement L, Ma, Me, J, V, S, D | Jour / Soir / Nuit / Fêtes O / N / N / O | Voy. / an —             | Transporteur Keolis Dijon     |
| 14    | Desserte : Dijon, Chenôve et Marsannay-la-Côte - Principaux arrêts : Marsannay, Bourroches, Bourroches Eiffel                                               |                         |                         |                         |                         |                                               |                                          |                         |                               |
| 14    | Autre : |                         |                         |                         |                         |                                               |                                          |                         |                               |
| 14    | Dernière actualisation : — |                         |                         |                         |                         |                                               |                                          |                         |                               |
| 15    | B 15 | B 15                    | B 15                    | B 15                    | B 15                    | B 15                                          | B 15                                     | B 15                    | B 15                          |
| 15    | PERRIGNY ⥋ Carraz |                         |                         |                         |                         |                                               |                                          |                         |                               |
| 15    | Ouverture / Fermeture 12 juillet 2010 / — | Longueur 6 km           | Durée 14 à 17 min       | Nb. d’arrêts 15         | Matériel Bus            | Jours de fonctionnement L, Ma, Me, J, V, S    | Jour / Soir / Nuit / Fêtes O / N / N / O | Voy. / an —             | Transporteur Keolis Dijon     |
| 15    | Desserte : Dijon, Chenôve, Marsannay-la-Côte et Perrigny-lès-Dijon - Principaux arrêts : Marsannay                                                          |                         |                         |                         |                         |                                               |                                          |                         |                               |
| 15    | Autre : |                         |                         |                         |                         |                                               |                                          |                         |                               |
| 15    | Dernière actualisation : — |                         |                         |                         |                         |                                               |                                          |                         |                               |
| 16    | B 16 | B 16                    | B 16                    | B 16                    | B 16                    | B 16                                          | B 16                                     | B 16                    | B 16                          |
| 16    | QUETIGNY Allées Cavalières ⥋ NEUILLY-CRIMOLOIS République                                                                                                   |                         |                         |                         |                         |                                               |                                          |                         |                               |
| 16    | Ouverture / Fermeture 2 septembre 2012 / — | Longueur 13,5 km        | Durée 32 à 35 min       | Nb. d’arrêts 31         | Matériel Bus            | Jours de fonctionnement L, Ma, Me, J, V, S, D | Jour / Soir / Nuit / Fêtes O / N / N / O | Voy. / an 240 526       | Transporteur Keolis Dijon     |
| 16    | Desserte : Dijon, Quetigny, Sennecey-lès-Dijon et Neuilly-Crimolois - Principaux arrêts : Grand Marché, Piscine Olympique, Sennecey Mairie, Neuilly Liberté |                         |                         |                         |                         |                                               |                                          |                         |                               |
| 16    | Autre : |                         |                         |                         |                         |                                               |                                          |                         |                               |
| 16    | Dernière actualisation : — |                         |                         |                         |                         |                                               |                                          |                         |                               |
| 18    | B 18 | B 18                    | B 18                    | B 18                    | B 18                    | B 18                                          | B 18                                     | B 18                    | B 18                          |
| 18    | LONGVIC Carmélites ⥋ Darcy |                         |                         |                         |                         |                                               |                                          |                         |                               |
| 18    | Ouverture / Fermeture 12 juillet 2010 / — | Longueur 9 km           | Durée 27 à 36 min       | Nb. d’arrêts 27         | Matériel Bus            | Jours de fonctionnement L, Ma, Me, J, V, S    | Jour / Soir / Nuit / Fêtes O / N / N / N | Voy. / an 478 965       | Transporteur Keolis Dijon     |
| 18    | Desserte : Longvic et Dijon - Principaux arrêts : Longvic Centre, École des Métiers, Collège Le Parc, Monge Cité de la Gastronomie                          |                         |                         |                         |                         |                                               |                                          |                         |                               |
| 18    | Autre : Dessert les Ateliers APF et la rue Néel 7 fois par jour aux heures de pointe.                                                                       |                         |                         |                         |                         |                                               |                                          |                         |                               |
| 18    | Dernière actualisation : — |                         |                         |                         |                         |                                               |                                          |                         |                               |
| 19    | B 19 | B 19                    | B 19                    | B 19                    | B 19                    | B 19                                          | B 19                                     | B 19                    | B 19                          |
| 19    | SAINT-APOLLINAIRE Pré Thomas ⥋ Grésilles Trimolet |                         |                         |                         |                         |                                               |                                          |                         |                               |
| 19    | Ouverture / Fermeture 3 septembre 2012 / — | Longueur 5 km           | Durée 12 à 15 min       | Nb. d’arrêts 17         | Matériel Midibus ou bus | Jours de fonctionnement L, Ma, Me, J, V, S    | Jour / Soir / Nuit / Fêtes O / N / N / N | Voy. / an 76 180        | Transporteur Keolis Bourgogne |
| 19    | Desserte : Saint-Apollinaire et Dijon - Principaux arrêts : Saint-Apollinaire Mairie                                                                        |                         |                         |                         |                         |                                               |                                          |                         |                               |
| 19    | Autre : |                         |                         |                         |                         |                                               |                                          |                         |                               |
| 19    | Dernière actualisation : — |                         |                         |                         |                         |                                               |                                          |                         |                               |

### Corol
La ligne Corol est une ligne de rocade qui assure des liaisons inter-quartiers. Elle permet d'éviter le centre-ville en contournant Dijon, cette ligne fait correspondance avec les deux lignes de tramway et 6 Lianes le long de son trajet. Elle circule du lundi au samedi de 5 h 15 à 21 h 30.
Elle compte environ 8 000 voyages par jour.
| Ligne | Caractéristiques | Caractéristiques             | Caractéristiques             | Caractéristiques             | Caractéristiques                  | Caractéristiques                           | Caractéristiques                         | Caractéristiques             | Caractéristiques             |
| Co    | COROL | COROL                        | COROL                        | COROL                        | COROL                             | COROL                                      | COROL                                    | COROL                        | COROL                        |
| Co    | Marmuzots ⥋ Fontaine d'Ouche | Marmuzots ⥋ Fontaine d'Ouche | Marmuzots ⥋ Fontaine d'Ouche | Marmuzots ⥋ Fontaine d'Ouche | Marmuzots ⥋ Fontaine d'Ouche      | Marmuzots ⥋ Fontaine d'Ouche               | Marmuzots ⥋ Fontaine d'Ouche             | Marmuzots ⥋ Fontaine d'Ouche | Marmuzots ⥋ Fontaine d'Ouche |
| ----- | --- | ---------------------------- | ---------------------------- | ---------------------------- | --------------------------------- | ------------------------------------------ | ---------------------------------------- | ---------------------------- | ---------------------------- |
| Co    | Ouverture / Fermeture 12 juillet 2010 / — | Longueur 16 km               | Durée 57 à 68 min            | Nb. d’arrêts 47              | Matériel Bus standard et articulé | Jours de fonctionnement L, Ma, Me, J, V, S | Jour / Soir / Nuit / Fêtes O / N / N / N | Voy. / an 1 676 645          | Transporteur Keolis Dijon    |
| Co    | Desserte : Talant, Fontaine-lès-Dijon et Dijon - Principaux arrêts : Clomiers, Junot, "Theuriet", "Boutaric", Place des Savoirs, "Urgences CHU", Parc des Sports, Mansart, "Salengro" Chancenotte, 1er Mai-Foyer, Bourroches Eiffel, Chanoine Kir |                              |                              |                              |                                   |                                            |                                          |                              |                              |
| Co    | Autre : Circule du lundi au samedi de 5h20 à 21h15 |                              |                              |                              |                                   |                                            |                                          |                              |                              |
| Co    | Dernière actualisation : — |                              |                              |                              |                                   |                                            |                                          |                              |                              |

### Lignes Résa
Les lignes Résa sont des nouvelles lignes de proximité, concentrée surtout sur les communes plus ou moins éloignées de la métropole dijonnaise. Ces lignes comprennent les anciennes lignes Proxi comme le P33 devenu le R33, les anciennes lignes B20, B21 et B22 dans leur totalité, une partie des anciens parcours des lignes 14 et 15 et l'ancienne ligne EXPRESS entre Ecole de Gendarmerie et Gare SNCF.
| Ligne | Caractéristiques                                                                                                  | Caractéristiques   | Caractéristiques   | Caractéristiques   | Caractéristiques        | Caractéristiques                              | Caractéristiques                         | Caractéristiques   | Caractéristiques              |
| 30    | R 30 | R 30               | R 30               | R 30               | R 30                    | R 30                                          | R 30                                     | R 30               | R 30                          |
| 30    | HAUTEVILLE ⥋ Darcy                                                                                                | HAUTEVILLE ⥋ Darcy | HAUTEVILLE ⥋ Darcy | HAUTEVILLE ⥋ Darcy | HAUTEVILLE ⥋ Darcy      | HAUTEVILLE ⥋ Darcy                            | HAUTEVILLE ⥋ Darcy                       | HAUTEVILLE ⥋ Darcy | HAUTEVILLE ⥋ Darcy            |
| ----- | --- | ------------------ | ------------------ | ------------------ | ----------------------- | --------------------------------------------- | ---------------------------------------- | ------------------ | ----------------------------- |
| 30    | Ouverture / Fermeture 12 juillet 2010 / —                                                                         | Longueur 9 km      | Durée 24 à 32 min  | Nb. d’arrêts 24    | Matériel Midibus        | Jours de fonctionnement L, Ma, Me, J, V, S    | Jour / Soir / Nuit / Fêtes O / N / N / N | Voy. / an 87 444   | Transporteur Transdev BFC Est |
| 30    | Desserte : Dijon, Talant, Daix et Hauteville-lès-Dijon - Principaux arrêts :Square darcy, Clomiers,Canzio,Bernard |                    |                    |                    |                         |                                               |                                          |                    |                               |
| 30    | Autre : |                    |                    |                    |                         |                                               |                                          |                    |                               |
| 30    | Dernière actualisation : —                                                                                        |                    |                    |                    |                         |                                               |                                          |                    |                               |
| 31    | R 31 | R 31               | R 31               | R 31               | R 31                    | R 31                                          | R 31                                     | R 31               | R 31                          |
| 31    | BRETENIÈRE ⥋ LONGVIC Centre                                                                                       |                    |                    |                    |                         |                                               |                                          |                    |                               |
| 31    | Ouverture / Fermeture 12 juillet 2010 / —                                                                         | Longueur 10 km     | Durée 15 à 19 min  | Nb. d’arrêts 11    | Matériel Midibus ou bus | Jours de fonctionnement L, Ma, Me, J, V, S    | Jour / Soir / Nuit / Fêtes O / N / N / N | Voy. / an 41 580   | Transporteur Keolis Bourgogne |
| 31    | Desserte : Longvic, Ouges et Bretenière - Principaux arrêts : Longvic ZI                                          |                    |                    |                    |                         |                                               |                                          |                    |                               |
| 31    | Autre : |                    |                    |                    |                         |                                               |                                          |                    |                               |
| 31    | Dernière actualisation : —                                                                                        |                    |                    |                    |                         |                                               |                                          |                    |                               |
| 32    | R 32 | R 32               | R 32               | R 32               | R 32                    | R 32                                          | R 32                                     | R 32               | R 32                          |
| 32    | FÉNAY ⥋ LONGVIC Centre                                                                                            |                    |                    |                    |                         |                                               |                                          |                    |                               |
| 32    | Ouverture / Fermeture 3 septembre 2012 / —                                                                        | Longueur 8 km      | Durée 12 à 14 min  | Nb. d’arrêts 10    | Matériel Midibus ou bus | Jours de fonctionnement L, Ma, Me, J, V, S    | Jour / Soir / Nuit / Fêtes O / N / N / N | Voy. / an 36 692   | Transporteur Keolis Bourgogne |
| 32    | Desserte : Longvic et Fénay - Principaux arrêts : Longvic ZI                                                      |                    |                    |                    |                         |                                               |                                          |                    |                               |
| 32    | Autre : |                    |                    |                    |                         |                                               |                                          |                    |                               |
| 32    | Dernière actualisation : —                                                                                        |                    |                    |                    |                         |                                               |                                          |                    |                               |
| 33    | R 33 | R 33               | R 33               | R 33               | R 33                    | R 33                                          | R 33                                     | R 33               | R 33                          |
| 33    | FLAVIGNEROT ⥋ Monge Cité de la Gastronomie                                                                        |                    |                    |                    |                         |                                               |                                          |                    |                               |
| 33    | Ouverture / Fermeture 13 juillet 2013 / —                                                                         | Longueur 7,5 km    | Durée 15 à 18 min  | Nb. d’arrêts 13    | Matériel Car            | Jours de fonctionnement L, Ma, Me, J, V, S    | Jour / Soir / Nuit / Fêtes O / N / N / N | Voy. / an 15 372   | Transporteur Linck            |
| 33    | Desserte : Flavignerot, Corcelles-les-Monts et Dijon - Principaux arrêts : Bourroches Eiffel                      |                    |                    |                    |                         |                                               |                                          |                    |                               |
| 33    | Autre : |                    |                    |                    |                         |                                               |                                          |                    |                               |
| 33    | Dernière actualisation : —                                                                                        |                    |                    |                    |                         |                                               |                                          |                    |                               |
| 34    | R 34 | R 34               | R 34               | R 34               | R 34                    | R 34                                          | R 34                                     | R 34               | R 34                          |
| 34    | Sainte-Anne ⥋ Monge Cité de la gastronomie                                                                        |                    |                    |                    |                         |                                               |                                          |                    |                               |
| 34    | Ouverture / Fermeture 28 août 2023 / —                                                                            | Longueur 4,5 km    | Durée 12 à 14 min  | Nb. d’arrêts 16    | Matériel Midibus ou bus | Jours de fonctionnement L, Ma, Me, J, V, S, D | Jour / Soir / Nuit / Fêtes O / N / N / O | Voy. / an 170 100  | Transporteur Keolis Bourgogne |
| 34    | Desserte : Dijon - Principaux arrêts : Bourroches Eiffel                                                          |                    |                    |                    |                         |                                               |                                          |                    |                               |
| 34    | Autre : Fonctionnement sur réservation les samedis et dimanches                                                   |                    |                    |                    |                         |                                               |                                          |                    |                               |
| 34    | Dernière actualisation : —                                                                                        |                    |                    |                    |                         |                                               |                                          |                    |                               |
| 35    | R 35 | R 35               | R 35               | R 35               | R 35                    | R 35                                          | R 35                                     | R 35               | R 35                          |
| 35    | Montagne de Larrey ⥋ Monge Cité de la Gastronomie                                                                 |                    |                    |                    |                         |                                               |                                          |                    |                               |
| 35    | Ouverture / Fermeture 28 août 2023 / —                                                                            | Longueur 3,5 km    | Durée 8 à 10 min   | Nb. d’arrêts 13    | Matériel Midibus ou bus | Jours de fonctionnement L, Ma, Me, J, V, S, D | Jour / Soir / Nuit / Fêtes O / N / N / O | Voy. / an 42 084   | Transporteur Keolis Bourgogne |
| 35    | Desserte : Dijon - Principaux arrêts : Bourroches Eiffel                                                          |                    |                    |                    |                         |                                               |                                          |                    |                               |
| 35    | Autre : Fonctionnement sur réservation les samedis et dimanches                                                   |                    |                    |                    |                         |                                               |                                          |                    |                               |
| 35    | Dernière actualisation : —                                                                                        |                    |                    |                    |                         |                                               |                                          |                    |                               |
| 36    | R 36 | R 36               | R 36               | R 36               | R 36                    | R 36                                          | R 36                                     | R 36               | R 36                          |
| 36    | BRESSEY ⥋ Grand Marché                                                                                            |                    |                    |                    |                         |                                               |                                          |                    |                               |
| 36    | Ouverture / Fermeture 12 juillet 2010 / —                                                                         | Longueur —         | Durée 15 à 18 min  | Nb. d’arrêts 11    | Matériel Minibus        | Jours de fonctionnement L, Ma, Me, J, V, S    | Jour / Soir / Nuit / Fêtes O / N / N / N | Voy. / an 27 468   | Transporteur Keolis Bourgogne |
| 36    | Desserte : Quetigny, Chevigny-Saint-Sauveur et Bressey-sur-Tille - Principaux arrêts : Chevigny Mairie            |                    |                    |                    |                         |                                               |                                          |                    |                               |
| 36    | Autre : |                    |                    |                    |                         |                                               |                                          |                    |                               |
| 36    | Dernière actualisation : —                                                                                        |                    |                    |                    |                         |                                               |                                          |                    |                               |
| 37    | R 37 | R 37               | R 37               | R 37               | R 37                    | R 37                                          | R 37                                     | R 37               | R 37                          |
| 37    | MAGNY ⥋ Grand Marché                                                                                              |                    |                    |                    |                         |                                               |                                          |                    |                               |
| 37    | Ouverture / Fermeture 12 juillet 2010 / —                                                                         | Longueur —         | Durée 16 à 17 min  | Nb. d’arrêts 14    | Matériel Minibus ou bus | Jours de fonctionnement L, Ma, Me, J, V, S    | Jour / Soir / Nuit / Fêtes O / N / N / N | Voy. / an 6 552    | Transporteur Keolis Bourgogne |
| 37    | Desserte : Quetigny, Chevigny-Saint-Sauveur et Magny-sur-Tille - Principaux arrêts : Chevigny Mairie              |                    |                    |                    |                         |                                               |                                          |                    |                               |
| 37    | Autre : |                    |                    |                    |                         |                                               |                                          |                    |                               |
| 37    | Dernière actualisation : —                                                                                        |                    |                    |                    |                         |                                               |                                          |                    |                               |
| 38    | R 38 | R 38               | R 38               | R 38               | R 38                    | R 38                                          | R 38                                     | R 38               | R 38                          |
| 38    | Gare SNCF ⥋ École de Gendarmerie                                                                                  |                    |                    |                    |                         |                                               |                                          |                    |                               |
| 38    | Ouverture / Fermeture 3 septembre 2012 / —                                                                        | Longueur 7 km      | Durée 18 à 25 min  | Nb. d’arrêts 6     | Matériel Bus            | Jours de fonctionnement L, Ma, Me, J, V, D    | Jour / Soir / Nuit / Fêtes O / N / N / N | Voy. / an 11 844   | Transporteur Transmontagne    |
| 38    | Desserte : Dijon, Longvic et Ouges - Principaux arrêts : Chancenotte                                              |                    |                    |                    |                         |                                               |                                          |                    |                               |
| 38    | Autre : |                    |                    |                    |                         |                                               |                                          |                    |                               |
| 38    | Dernière actualisation : —                                                                                        |                    |                    |                    |                         |                                               |                                          |                    |                               |
| 39    | R 39 | R 39               | R 39               | R 39               | R 39                    | R 39                                          | R 39                                     | R 39               | R 39                          |
| 39    | Tulipes ⥋ Fontaine d'Ouche                                                                                        |                    |                    |                    |                         |                                               |                                          |                    |                               |
| 39    | Ouverture / Fermeture 8 juillet 2013 / —                                                                          | Longueur —         | Durée (10) min     | Nb. d’arrêts 8     | Matériel Minibus        | Jours de fonctionnement L, Ma, Me, J, V, S    | Jour / Soir / Nuit / Fêtes O / N / N / N | Voy. / an 0        | Transporteur Keolis Bourgogne |
| 39    | Desserte : Dijon - Principaux arrêts :                                                                            |                    |                    |                    |                         |                                               |                                          |                    |                               |
| 39    | Autre : |                    |                    |                    |                         |                                               |                                          |                    |                               |
| 39    | Dernière actualisation : —                                                                                        |                    |                    |                    |                         |                                               |                                          |                    |                               |

### Flexo
Les Flexo sont des lignes semi-virtuelles avec une fréquence régulière. Les lignes ont un itinéraire et des arrêts fixes qui aboutissent dans une zone géographique. Dans cette zone, il y a des arrêts à la demande desservis sur demande des passagers.
Au départ des terminus Toison d'Or et République, il n'est pas nécessaire de réserver, contrairement du côté la ZAE Cap Nord, où il faut réserver par téléphone et préciser l'arrêt de départ. La nouvelle ligne 41 reprend le même principe, il n'est pas nécessaire de réserver aux terminus, uniquement pour 4 arrêts au retour.
Nouveauté de la rentrée 2014, la ligne F42 remplace totalement la ligne B23 et se prolonge jusqu'à l'ancien terminus de la ligne 4, dans la zone commerciale de Chenôve.
Le nombre d'arrêts dans la ZAE Cap Nord est de 20, il y en a 8 dans les zones d'activités de Chevigny-Saint-Sauveur.
Actuellement, la ligne 42 ne comporte aucun arrêt à la demande, elle a été numérotée comme ligne Flexo dans l'éventualité d'une desserte de la zone industrielle de Chenôve. Depuis la rentrée 2017, la ligne 41 ne compte plus d'arrêt à la demande et a été prolongée pour améliorer la régularité et la ponctualité.
| Ligne      | Caractéristiques | Caractéristiques                         | Caractéristiques                         | Caractéristiques                         | Caractéristiques                         | Caractéristiques                           | Caractéristiques                         | Caractéristiques                         | Caractéristiques                         |
| 40         | F 40 | F 40                                     | F 40                                     | F 40                                     | F 40                                     | F 40                                       | F 40                                     | F 40                                     | F 40                                     |
| 40         | République ⥋ Toison d'Or par ZAE Capnord                                                                                 | République ⥋ Toison d'Or par ZAE Capnord | République ⥋ Toison d'Or par ZAE Capnord | République ⥋ Toison d'Or par ZAE Capnord | République ⥋ Toison d'Or par ZAE Capnord | République ⥋ Toison d'Or par ZAE Capnord   | République ⥋ Toison d'Or par ZAE Capnord | République ⥋ Toison d'Or par ZAE Capnord | République ⥋ Toison d'Or par ZAE Capnord |
| ---------- | --- | ---------------------------------------- | ---------------------------------------- | ---------------------------------------- | ---------------------------------------- | ------------------------------------------ | ---------------------------------------- | ---------------------------------------- | ---------------------------------------- |
| 40         | Ouverture / Fermeture 12 juillet 2010 / —                                                                                | Longueur 7,5 km                          | Durée 15 à 20 min                        | Nb. d’arrêts 15 à 30                     | Matériel Midibus ou Bus                  | Jours de fonctionnement L, Ma, Me, J, V    | Jour / Soir / Nuit / Fêtes O / N / N / N | Voy. / an 178 491                        | Dépôt Keolis Bourgogne                   |
| 40         | Desserte : Dijon et Saint-Apollinaire - Principaux arrêts : Épirey Capnord                                               |                                          |                                          |                                          |                                          |                                            |                                          |                                          |                                          |
| 40         | Autre : La longueur indiquée correspond à la partie desservie par un itinéraire fixe, le temps de parcours est variable. |                                          |                                          |                                          |                                          |                                            |                                          |                                          |                                          |
| 40         | Dernière actualisation : —                                                                                               |                                          |                                          |                                          |                                          |                                            |                                          |                                          |                                          |
| 41         | F 41 | F 41                                     | F 41                                     | F 41                                     | F 41                                     | F 41                                       | F 41                                     | F 41                                     | F 41                                     |
| 41         | QUETIGNY Grand Marché ⥋ CHEVIGNY Z.I.                                                                                    |                                          |                                          |                                          |                                          |                                            |                                          |                                          |                                          |
| 41         | Ouverture / Fermeture 3 septembre 2012 / —                                                                               | Longueur 8 km                            | Durée 15 min                             | Nb. d’arrêts 19                          | Matériel Midibus                         | Jours de fonctionnement L, Ma, Me, J, V    | Jour / Soir / Nuit / Fêtes O / N / N / N | Voy. / an 35 976                         | Transporteur Keolis Bourgogne            |
| 41         | Desserte : Quetigny et Chevigny-Saint-Sauveur - Principaux arrêts : Trianon                                              |                                          |                                          |                                          |                                          |                                            |                                          |                                          |                                          |
| 41         | Autre : - Fonctionnement de 5h20 à 9h30, de 12h à 14h30, de 16h à 19h et de 20h15 à 21h30                                |                                          |                                          |                                          |                                          |                                            |                                          |                                          |                                          |
| 41         | Dernière actualisation : —                                                                                               |                                          |                                          |                                          |                                          |                                            |                                          |                                          |                                          |
| 42         | F 42 | F 42                                     | F 42                                     | F 42                                     | F 42                                     | F 42                                       | F 42                                     | F 42                                     | F 42                                     |
| 42         | Les Ateliers ⥋ Chenôve Centre Commercial                                                                                 |                                          |                                          |                                          |                                          |                                            |                                          |                                          |                                          |
| 42         | Ouverture / Fermeture 1er septembre 2014 / —                                                                             | Longueur 5 km                            | Durée 15 à 18 min                        | Nb. d’arrêts 14                          | Matériel Bus standard                    | Jours de fonctionnement L, Ma, Me, J, V, S | Jour / Soir / Nuit / Fêtes O / N / — / N | Voy. / an —                              | Transporteur Keolis Dijon                |
| 42         | Desserte : Chenôve - Principaux arrêts : Carraz, Chenôve Centre                                                          |                                          |                                          |                                          |                                          |                                            |                                          |                                          |                                          |
| 42         | Autre : Première navette intracommunale de l'agglomération (hors Dijon)                                                  |                                          |                                          |                                          |                                          |                                            |                                          |                                          |                                          |
| 42         | Dernière actualisation : —                                                                                               |                                          |                                          |                                          |                                          |                                            |                                          |                                          |                                          |
| 43         | F 43 | F 43                                     | F 43                                     | F 43                                     | F 43                                     | F 43                                       | F 43                                     | F 43                                     | F 43                                     |
| 43         | Grésilles Trimolet ⥋ Écoparc Dijon Bourgogne                                                                             |                                          |                                          |                                          |                                          |                                            |                                          |                                          |                                          |
| 43         | Ouverture / Fermeture 1er septembre 2021 / —                                                                             | Longueur 7 km                            | Durée 18 min                             | Nb. d’arrêts 11                          | Matériel Bus standard                    | Jours de fonctionnement L, Ma, Me, J, V    | Jour / Soir / Nuit / Fêtes O / N / N / N | Voy. / an —                              | Dépôt Transmontagne                      |
| 43         | Desserte : Dijon et Saint-Apollinaire - Principaux arrêts : Bons Compagnons                                              |                                          |                                          |                                          |                                          |                                            |                                          |                                          |                                          |
| 43         | Autre : - Fonctionnement de 5h40 à 9h, de 12h15 à 13h40 et de 16h15 à 20h30 - 7 allers et 8 retours sur réservation      |                                          |                                          |                                          |                                          |                                            |                                          |                                          |                                          |
| 43         | Dernière actualisation : —                                                                                               |                                          |                                          |                                          |                                          |                                            |                                          |                                          |                                          |
| 44         | F 44 | F 44                                     | F 44                                     | F 44                                     | F 44                                     | F 44                                       | F 44                                     | F 44                                     | F 44                                     |
| 44         | LONGVIC Centre ⥋ Les Parcs d'Oscara                                                                                      |                                          |                                          |                                          |                                          |                                            |                                          |                                          |                                          |
| 44         | Ouverture / Fermeture 28 août 2023 / —                                                                                   | Longueur 1 à 7 km                        | Durée 5 à 20 min                         | Nb. d’arrêts 2 à 11                      | Matériel Bus standard                    | Jours de fonctionnement L, Ma, Me, J, V, S | Jour / Soir / Nuit / Fêtes O / N / N / N | Voy. / an —                              | Dépôt Keolis Bourgogne                   |
| 44         | Desserte : Longvic - Principaux arrêts :                                                                                 |                                          |                                          |                                          |                                          |                                            |                                          |                                          |                                          |
| 44         | Autre : - Fonctionnement de 6h à 9h50 et de 16h à 20h20 du lundi au samedi.                                              |                                          |                                          |                                          |                                          |                                            |                                          |                                          |                                          |
| 44         | Dernière actualisation : —                                                                                               |                                          |                                          |                                          |                                          |                                            |                                          |                                          |                                          |
| 45         | F 45 | F 45                                     | F 45                                     | F 45                                     | F 45                                     | F 45                                       | F 45                                     | F 45                                     | F 45                                     |
| 45         | Les Ateliers ⥋ Carraz |                                          |                                          |                                          |                                          |                                            |                                          |                                          |                                          |
| 45         | Ouverture / Fermeture 28 août 2023 / —                                                                                   | Longueur 1 à 3 km                        | Durée 2 à 8 min                          | Nb. d’arrêts 3 à 7                       | Matériel Minibus                         | Jours de fonctionnement L, Ma, Me, J, V, S | Jour / Soir / Nuit / Fêtes O / N / N / N | Voy. / an —                              | Dépôt Keolis Dijon                       |
| 45         | Desserte : Chenove - Principaux arrêts :                                                                                 |                                          |                                          |                                          |                                          |                                            |                                          |                                          |                                          |
| 45         | Autre : |                                          |                                          |                                          |                                          |                                            |                                          |                                          |                                          |
| 45         | Dernière actualisation : —                                                                                               |                                          |                                          |                                          |                                          |                                            |                                          |                                          |                                          |
| Flex'Night | F' Ni | F' Ni                                    | F' Ni                                    | F' Ni                                    | F' Ni                                    | F' Ni                                      | F' Ni                                    | F' Ni                                    | F' Ni                                    |
| Flex'Night | Cap Vert / Grand Marché ⥋ CHEVIGNY                                                                                       |                                          |                                          |                                          |                                          |                                            |                                          |                                          |                                          |
| Flex'Night | Ouverture / Fermeture 28 août 2023 / —                                                                                   | Longueur —                               | Durée —                                  | Nb. d’arrêts 2 à 19                      | Matériel Bus standard                    | Jours de fonctionnement —                  | Jour / Soir / Nuit / Fêtes N / O / O / N | Voy. / an —                              | Dépôt Keolis Bourgogne                   |
| Flex'Night | Desserte : Quétigny et Chevigny-Saint-Sauveur - Principaux arrêts :                                                      |                                          |                                          |                                          |                                          |                                            |                                          |                                          |                                          |
| Flex'Night | Autre : |                                          |                                          |                                          |                                          |                                            |                                          |                                          |                                          |
| Flex'Night | Dernière actualisation : —                                                                                               |                                          |                                          |                                          |                                          |                                            |                                          |                                          |                                          |

### City
Complètement modifiée à la suite de la piétonnisation du centre-ville, la navette City permet de relier entre eux les principaux lieux culturels, touristiques et commerciaux ainsi que les différents parkings du centre-ville de Dijon sans passer par les rues piétonnes.
Elle fonctionne du lundi au samedi de 7 h 45 à 19 h 15 avec une fréquence 10 minutes. Elle ne circule pas le dimanche.
| Ligne | Caractéristiques                                                                              | Caractéristiques        | Caractéristiques        | Caractéristiques        | Caractéristiques        | Caractéristiques                           | Caractéristiques                         | Caractéristiques        | Caractéristiques              |
| Ci    | ..CITY                                                                                        | ..CITY                  | ..CITY                  | ..CITY                  | ..CITY                  | ..CITY                                     | ..CITY                                   | ..CITY                  | ..CITY                        |
| Ci    | République ⥋ République                                                                       | République ⥋ République | République ⥋ République | République ⥋ République | République ⥋ République | République ⥋ République                    | République ⥋ République                  | République ⥋ République | République ⥋ République       |
| ----- | --------------------------------------------------------------------------------------------- | ----------------------- | ----------------------- | ----------------------- | ----------------------- | ------------------------------------------ | ---------------------------------------- | ----------------------- | ----------------------------- |
| Ci    | Ouverture / Fermeture 3 septembre 2012 / —                                                    | Longueur 7 km           | Durée 30 min            | Nb. d’arrêts 28         | Matériel Microbus       | Jours de fonctionnement L, Ma, Me, J, V, S | Jour / Soir / Nuit / Fêtes O / N / N / N | Voy. / an 511 016       | Transporteur Keolis Bourgogne |
| Ci    | Desserte : Centre-ville de Dijon - Principaux arrêts : Beaux-Arts, Grangier, Gare SNCF Tivoli |                         |                         |                         |                         |                                            |                                          |                         |                               |
| Ci    | Autre :                                                                                       |                         |                         |                         |                         |                                            |                                          |                         |                               |
| Ci    | Dernière actualisation : —                                                                    |                         |                         |                         |                         |                                            |                                          |                         |                               |

### Pleine Lune
Inspiré du système du même nom présent à Lyon depuis 2006, la ligne Pleine Lune circule de début septembre à fin juin/début juillet, du jeudi au samedi de 1 h 30 à 5 h 30 du matin afin de relier les principaux lieux de vie nocturne de Dijon.
| Ligne | Caractéristiques | Caractéristiques        | Caractéristiques        | Caractéristiques        | Caractéristiques        | Caractéristiques                | Caractéristiques                         | Caractéristiques        | Caractéristiques              |
| PL    | PLEINELUNE | PLEINELUNE              | PLEINELUNE              | PLEINELUNE              | PLEINELUNE              | PLEINELUNE                      | PLEINELUNE                               | PLEINELUNE              | PLEINELUNE                    |
| PL    | République ⥋ Université | République ⥋ Université | République ⥋ Université | République ⥋ Université | République ⥋ Université | République ⥋ Université         | République ⥋ Université                  | République ⥋ Université | République ⥋ Université       |
| ----- | --- | ----------------------- | ----------------------- | ----------------------- | ----------------------- | ------------------------------- | ---------------------------------------- | ----------------------- | ----------------------------- |
| PL    | Ouverture / Fermeture 3 septembre 2010 / —                                                                                        | Longueur —              | Durée —                 | Nb. d’arrêts 19         | Matériel Bus            | Jours de fonctionnement V, S, D | Jour / Soir / Nuit / Fêtes N / N / O / O | Voy. / an 14 350        | Transporteur Transdev BFC Est |
| PL    | Desserte : Dijon - Principaux arrêts : République, Darcy, Gare SNCF, Monge Cité de la Gastronomie, Wilson, Mansart                |                         |                         |                         |                         |                                 |                                          |                         |                               |
| PL    | Autre : Ne circule pas l'été. Circule avec un contrôleur systématique à bord employé par une société de sécurité externe (SERIS). |                         |                         |                         |                         |                                 |                                          |                         |                               |
| PL    | Dernière actualisation : — |                         |                         |                         |                         |                                 |                                          |                         |                               |

### Bus Class'
Les lignes scolaires Bus Class' assurent la liaison entre les communes et les établissements scolaires quand la desserte est impossible par une ligne régulière. Les Bus Class' sont accessibles à tous les voyageurs munis d'un titre de transport Divia. Depuis la rentrée 2023, les trajets sur les lignes Bus Class' sont effectués en autocars.
| Ligne | Caractéristiques                                                | Caractéristiques                                                | Caractéristiques                                                | Caractéristiques                                                | Caractéristiques                                                | Caractéristiques                                                | Caractéristiques                                                |
| --- | --------------------------------------------------------------- | --------------------------------------------------------------- | --------------------------------------------------------------- | --------------------------------------------------------------- | --------------------------------------------------------------- | --------------------------------------------------------------- | --------------------------------------------------------------- |
| Bus Class' BC                                                                                             |                                                                 |                                                                 |                                                                 |                                                                 |                                                                 |                                                                 |                                                                 |
| BC 61 | FÉNAY < > Collège Dorgelès                                      | FÉNAY < > Collège Dorgelès                                      | FÉNAY < > Collège Dorgelès                                      | FÉNAY < > Collège Dorgelès                                      | FÉNAY < > Collège Dorgelès                                      | FÉNAY < > Collège Dorgelès                                      | FÉNAY < > Collège Dorgelès                                      |
| |                                                                 |                                                                 |                                                                 |                                                                 |                                                                 |                                                                 |                                                                 |
| Nombre de Service : 1 aller et 1 retour                                                                   |                                                                 |                                                                 |                                                                 |                                                                 |                                                                 |                                                                 |                                                                 |
| Arrêts 12                                                                                                 | Longueur 9,5 km                                                 | Durée 16 min                                                    | Vitesse commerciale 36 km/h                                     | Véhicules Autocar                                               | Voy. / an 7 590                                                 | Exploitant Keolis Bourgogne                                     |                                                                 |
| BC 62 | FÉNAY < > Lycée H. Fontaine                                     | FÉNAY < > Lycée H. Fontaine                                     | FÉNAY < > Lycée H. Fontaine                                     | FÉNAY < > Lycée H. Fontaine                                     | FÉNAY < > Lycée H. Fontaine                                     | FÉNAY < > Lycée H. Fontaine                                     | FÉNAY < > Lycée H. Fontaine                                     |
| |                                                                 |                                                                 |                                                                 |                                                                 |                                                                 |                                                                 |                                                                 |
| Nombre de Service : 1 aller et 1 retour                                                                   |                                                                 |                                                                 |                                                                 |                                                                 |                                                                 |                                                                 |                                                                 |
| Arrêts 26                                                                                                 | Longueur 14,5 km                                                | Durée 35 min                                                    | Vitesse commerciale 25 km/h                                     | Véhicules Autocar                                               | Voy. / an 7 960                                                 | Exploitant Keolis Bourgogne                                     |                                                                 |
| BC 63 | BRETENIÈRE (Domaine d'Époisses) par OUGES < > Collège Dorgelès  | BRETENIÈRE (Domaine d'Époisses) par OUGES < > Collège Dorgelès  | BRETENIÈRE (Domaine d'Époisses) par OUGES < > Collège Dorgelès  | BRETENIÈRE (Domaine d'Époisses) par OUGES < > Collège Dorgelès  | BRETENIÈRE (Domaine d'Époisses) par OUGES < > Collège Dorgelès  | BRETENIÈRE (Domaine d'Époisses) par OUGES < > Collège Dorgelès  | BRETENIÈRE (Domaine d'Époisses) par OUGES < > Collège Dorgelès  |
| |                                                                 |                                                                 |                                                                 |                                                                 |                                                                 |                                                                 |                                                                 |
| Nombre de Service : 1 aller et 1 retour                                                                   |                                                                 |                                                                 |                                                                 |                                                                 |                                                                 |                                                                 |                                                                 |
| Arrêts 16                                                                                                 | Longueur 12 km                                                  | Durée 21 min                                                    | Vitesse commerciale 34 km/h                                     | Véhicules Autocar                                               | Voy. / an 8 700                                                 | Exploitant Keolis Bourgogne                                     |                                                                 |
| BC 64 | BRESSEY-SUR-TILLE < > Collège Rostand - Lycée Boivin            | BRESSEY-SUR-TILLE < > Collège Rostand - Lycée Boivin            | BRESSEY-SUR-TILLE < > Collège Rostand - Lycée Boivin            | BRESSEY-SUR-TILLE < > Collège Rostand - Lycée Boivin            | BRESSEY-SUR-TILLE < > Collège Rostand - Lycée Boivin            | BRESSEY-SUR-TILLE < > Collège Rostand - Lycée Boivin            | BRESSEY-SUR-TILLE < > Collège Rostand - Lycée Boivin            |
| |                                                                 |                                                                 |                                                                 |                                                                 |                                                                 |                                                                 |                                                                 |
| Nombre de Service : 1 aller et 2 retours (sauf le mercredi midi : 1 retour) dont 1 départ du Lycée Boivin |                                                                 |                                                                 |                                                                 |                                                                 |                                                                 |                                                                 |                                                                 |
| Arrêts 15                                                                                                 | Longueur 7 km                                                   | Durée 10 min                                                    | Vitesse commerciale 45 km/h                                     | Véhicules Autocar                                               | Voy. / an 9 933                                                 | Exploitant Keolis Bourgogne                                     |                                                                 |
| BC 65 | HAUTEVILLE par DAIX < > Collège Boris Vian (TALANT Dullin)      | HAUTEVILLE par DAIX < > Collège Boris Vian (TALANT Dullin)      | HAUTEVILLE par DAIX < > Collège Boris Vian (TALANT Dullin)      | HAUTEVILLE par DAIX < > Collège Boris Vian (TALANT Dullin)      | HAUTEVILLE par DAIX < > Collège Boris Vian (TALANT Dullin)      | HAUTEVILLE par DAIX < > Collège Boris Vian (TALANT Dullin)      | HAUTEVILLE par DAIX < > Collège Boris Vian (TALANT Dullin)      |
| |                                                                 |                                                                 |                                                                 |                                                                 |                                                                 |                                                                 |                                                                 |
| Nombre de Service : 1 aller et 1 retour                                                                   |                                                                 |                                                                 |                                                                 |                                                                 |                                                                 |                                                                 |                                                                 |
| Arrêts 16                                                                                                 | Longueur 7 km                                                   | Durée 20 min                                                    | Vitesse commerciale 21 km/h                                     | Véhicules Autocar                                               | Voy. / an 6 994                                                 | Exploitant Transdev BFC Est                                     |                                                                 |
| BC 66 | NEUILLY-CRIMOLOIS (Corneille) < > Collège Dorgelès              | NEUILLY-CRIMOLOIS (Corneille) < > Collège Dorgelès              | NEUILLY-CRIMOLOIS (Corneille) < > Collège Dorgelès              | NEUILLY-CRIMOLOIS (Corneille) < > Collège Dorgelès              | NEUILLY-CRIMOLOIS (Corneille) < > Collège Dorgelès              | NEUILLY-CRIMOLOIS (Corneille) < > Collège Dorgelès              | NEUILLY-CRIMOLOIS (Corneille) < > Collège Dorgelès              |
| |                                                                 |                                                                 |                                                                 |                                                                 |                                                                 |                                                                 |                                                                 |
| Nombre de Service : 1 aller et 1 retour                                                                   |                                                                 |                                                                 |                                                                 |                                                                 |                                                                 |                                                                 |                                                                 |
| Arrêts 13                                                                                                 | Longueur 7,5 km                                                 | Durée 15 min                                                    | Vitesse commerciale 30 km/h                                     | Véhicules Autocar                                               | Voy. / an 13 900                                                | Exploitant Keolis Bourgogne                                     |                                                                 |
| BC 67 | NEUILLY-CRIMOLOIS par SENNECEY (Pré aux Moines) < > 30 octobre  | NEUILLY-CRIMOLOIS par SENNECEY (Pré aux Moines) < > 30 octobre  | NEUILLY-CRIMOLOIS par SENNECEY (Pré aux Moines) < > 30 octobre  | NEUILLY-CRIMOLOIS par SENNECEY (Pré aux Moines) < > 30 octobre  | NEUILLY-CRIMOLOIS par SENNECEY (Pré aux Moines) < > 30 octobre  | NEUILLY-CRIMOLOIS par SENNECEY (Pré aux Moines) < > 30 octobre  | NEUILLY-CRIMOLOIS par SENNECEY (Pré aux Moines) < > 30 octobre  |
| |                                                                 |                                                                 |                                                                 |                                                                 |                                                                 |                                                                 |                                                                 |
| Nombre de Service : 1 aller et 1 retour                                                                   |                                                                 |                                                                 |                                                                 |                                                                 |                                                                 |                                                                 |                                                                 |
| Arrêts 19                                                                                                 | Longueur 11 km                                                  | Durée 25 min                                                    | Vitesse commerciale 26 km/h                                     | Véhicules Autocar                                               | Voy. / an 10 100                                                | Exploitant Transdev Pays d'Or                                   |                                                                 |
| BC 68 | BRETENIÈRE (Domaine d'Époisses) par OUGES < > Lycée H. Fontaine | BRETENIÈRE (Domaine d'Époisses) par OUGES < > Lycée H. Fontaine | BRETENIÈRE (Domaine d'Époisses) par OUGES < > Lycée H. Fontaine | BRETENIÈRE (Domaine d'Époisses) par OUGES < > Lycée H. Fontaine | BRETENIÈRE (Domaine d'Époisses) par OUGES < > Lycée H. Fontaine | BRETENIÈRE (Domaine d'Époisses) par OUGES < > Lycée H. Fontaine | BRETENIÈRE (Domaine d'Époisses) par OUGES < > Lycée H. Fontaine |
| |                                                                 |                                                                 |                                                                 |                                                                 |                                                                 |                                                                 |                                                                 |
| Nombre de Service : 1 aller et 1 retour                                                                   |                                                                 |                                                                 |                                                                 |                                                                 |                                                                 |                                                                 |                                                                 |
| Arrêts 28                                                                                                 | Longueur 15,5 km                                                | Durée 40 min                                                    | Vitesse commerciale 24 km/h                                     | Véhicules Autocar                                               | Voy. / an 7 182                                                 | Exploitant Keolis Dijon                                         |                                                                 |
| BC 69 | NEUILLY-CRIMOLOIS par SENNECEY < > Lycée Boivin                 | NEUILLY-CRIMOLOIS par SENNECEY < > Lycée Boivin                 | NEUILLY-CRIMOLOIS par SENNECEY < > Lycée Boivin                 | NEUILLY-CRIMOLOIS par SENNECEY < > Lycée Boivin                 | NEUILLY-CRIMOLOIS par SENNECEY < > Lycée Boivin                 | NEUILLY-CRIMOLOIS par SENNECEY < > Lycée Boivin                 | NEUILLY-CRIMOLOIS par SENNECEY < > Lycée Boivin                 |
| |                                                                 |                                                                 |                                                                 |                                                                 |                                                                 |                                                                 |                                                                 |
| Nombre de Service : 2 allers dont 1 départ de SENNECEY (Mimosas) et 3 retours dont 2 partiels             |                                                                 |                                                                 |                                                                 |                                                                 |                                                                 |                                                                 |                                                                 |
| Arrêts 15                                                                                                 | Longueur 8,5 [5,5] km                                           | Durée 18 [12] min                                               | Vitesse commerciale 28 km/h                                     | Véhicules Autocar                                               | Voy. / an 28 833                                                | Exploitant Transdev Pays d'Or                                   |                                                                 |
| BC 70 | PLOMBIÈRES < > Collège Rameau                                   | PLOMBIÈRES < > Collège Rameau                                   | PLOMBIÈRES < > Collège Rameau                                   | PLOMBIÈRES < > Collège Rameau                                   | PLOMBIÈRES < > Collège Rameau                                   | PLOMBIÈRES < > Collège Rameau                                   | PLOMBIÈRES < > Collège Rameau                                   |
| |                                                                 |                                                                 |                                                                 |                                                                 |                                                                 |                                                                 |                                                                 |
| Nombre de Service : 1 aller et 1 retour                                                                   |                                                                 |                                                                 |                                                                 |                                                                 |                                                                 |                                                                 |                                                                 |
| Arrêts 20                                                                                                 | Longueur 6,5 km                                                 | Durée 18 min                                                    | Vitesse commerciale 22 km/h                                     | Véhicules Autocar                                               | Voy. / an 11 733                                                | Exploitant Transdev Pays d'Or                                   |                                                                 |
| BC 71 | Collège Malraux (Touzet du Vigier) < > ROOSVELT                 | Collège Malraux (Touzet du Vigier) < > ROOSVELT                 | Collège Malraux (Touzet du Vigier) < > ROOSVELT                 | Collège Malraux (Touzet du Vigier) < > ROOSVELT                 | Collège Malraux (Touzet du Vigier) < > ROOSVELT                 | Collège Malraux (Touzet du Vigier) < > ROOSVELT                 | Collège Malraux (Touzet du Vigier) < > ROOSVELT                 |
| |                                                                 |                                                                 |                                                                 |                                                                 |                                                                 |                                                                 |                                                                 |
| Nombre de Service : 1 aller et 1 retour                                                                   |                                                                 |                                                                 |                                                                 |                                                                 |                                                                 |                                                                 |                                                                 |
| Arrêts 7                                                                                                  | Longueur 2,5 km                                                 | Durée 7 min                                                     | Vitesse commerciale 20 km/h                                     | Véhicules Autocar                                               | Voy. / an 6 004                                                 | Exploitant Transdev Pays d'Or                                   |                                                                 |
| BC 72 | MAGNY-SUR-TILLE < > Lycée Boivin                                | MAGNY-SUR-TILLE < > Lycée Boivin                                | MAGNY-SUR-TILLE < > Lycée Boivin                                | MAGNY-SUR-TILLE < > Lycée Boivin                                | MAGNY-SUR-TILLE < > Lycée Boivin                                | MAGNY-SUR-TILLE < > Lycée Boivin                                | MAGNY-SUR-TILLE < > Lycée Boivin                                |
| |                                                                 |                                                                 |                                                                 |                                                                 |                                                                 |                                                                 |                                                                 |
| Nombre de Service : 1 aller et 1 retour (sauf mercredi : 2 retours le midi)                               |                                                                 |                                                                 |                                                                 |                                                                 |                                                                 |                                                                 |                                                                 |
| Arrêts 9                                                                                                  | Longueur 5,5 km                                                 | Durée 8 min                                                     | Vitesse commerciale 41 km/h                                     | Véhicules Autocar                                               | Voy. / an 16 481                                                | Exploitant Keolis Bourgogne                                     |                                                                 |
| BC 73 | QUETIGNY Allées Cavalières > > Lycée Boivin                     | QUETIGNY Allées Cavalières > > Lycée Boivin                     | QUETIGNY Allées Cavalières > > Lycée Boivin                     | QUETIGNY Allées Cavalières > > Lycée Boivin                     | QUETIGNY Allées Cavalières > > Lycée Boivin                     | QUETIGNY Allées Cavalières > > Lycée Boivin                     | QUETIGNY Allées Cavalières > > Lycée Boivin                     |
| |                                                                 |                                                                 |                                                                 |                                                                 |                                                                 |                                                                 |                                                                 |
| Nombre de Service : 1 aller                                                                               |                                                                 |                                                                 |                                                                 |                                                                 |                                                                 |                                                                 |                                                                 |
| Arrêts 8                                                                                                  | Longueur 3 km                                                   | Durée 11 min                                                    | Vitesse commerciale 16,5 km/h                                   | Véhicules Autocar                                               | Voy. / an 3 024                                                 | Exploitant Keolis Bourgogne                                     |                                                                 |
| BC 74 | ST-APOLLINAIRE Pré Thomas < > Lycée Le Castel                   | ST-APOLLINAIRE Pré Thomas < > Lycée Le Castel                   | ST-APOLLINAIRE Pré Thomas < > Lycée Le Castel                   | ST-APOLLINAIRE Pré Thomas < > Lycée Le Castel                   | ST-APOLLINAIRE Pré Thomas < > Lycée Le Castel                   | ST-APOLLINAIRE Pré Thomas < > Lycée Le Castel                   | ST-APOLLINAIRE Pré Thomas < > Lycée Le Castel                   |
| |                                                                 |                                                                 |                                                                 |                                                                 |                                                                 |                                                                 |                                                                 |
| Nombre de Service : 1 aller et 1 retour (sauf mercredi, retour à partir du 13 janvier 2020)               |                                                                 |                                                                 |                                                                 |                                                                 |                                                                 |                                                                 |                                                                 |
| Arrêts 26                                                                                                 | Longueur 9 km                                                   | Durée 26 min                                                    | Vitesse commerciale 21 km/h                                     | Véhicules Autocar                                               | Voy. / an 4 391                                                 | Exploitant Keolis Bourgogne                                     |                                                                 |
| BC 75 | FLAVIGNEROT > > Collège Dunant                                  | FLAVIGNEROT > > Collège Dunant                                  | FLAVIGNEROT > > Collège Dunant                                  | FLAVIGNEROT > > Collège Dunant                                  | FLAVIGNEROT > > Collège Dunant                                  | FLAVIGNEROT > > Collège Dunant                                  | FLAVIGNEROT > > Collège Dunant                                  |
| |                                                                 |                                                                 |                                                                 |                                                                 |                                                                 |                                                                 |                                                                 |
| Nombre de Service : 1 aller et 1 retour                                                                   |                                                                 |                                                                 |                                                                 |                                                                 |                                                                 |                                                                 |                                                                 |
| Arrêts 9                                                                                                  | Longueur                                                        | Durée 24 min                                                    | Vitesse commerciale                                             | Véhicules Autocar                                               | Voy. / an 2 070                                                 | Exploitant Linck                                                |                                                                 |

### La navette gratuite de centre-ville : Diviaciti

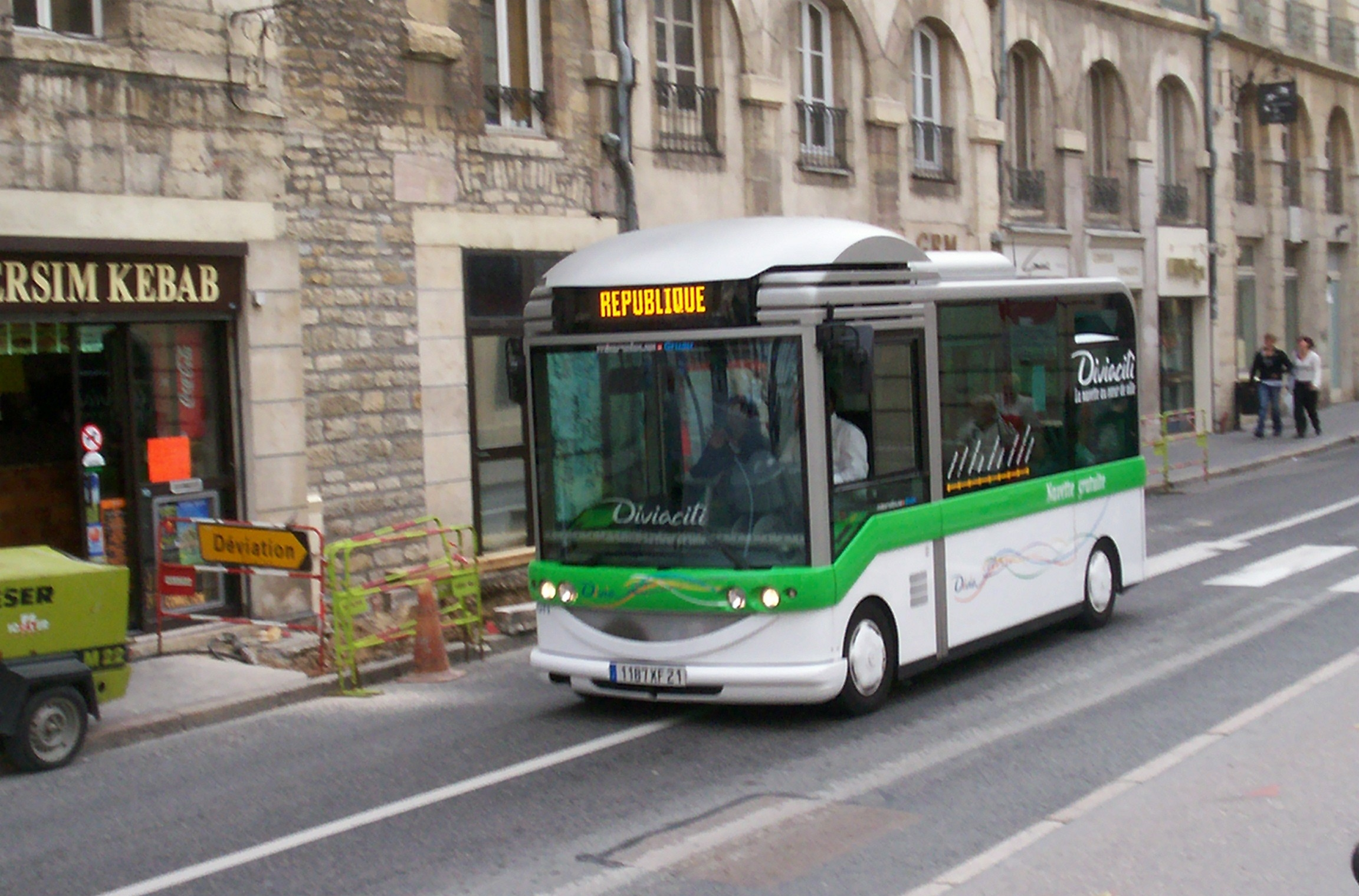
Gruau Microbus Diviaciti

### DiviAccès

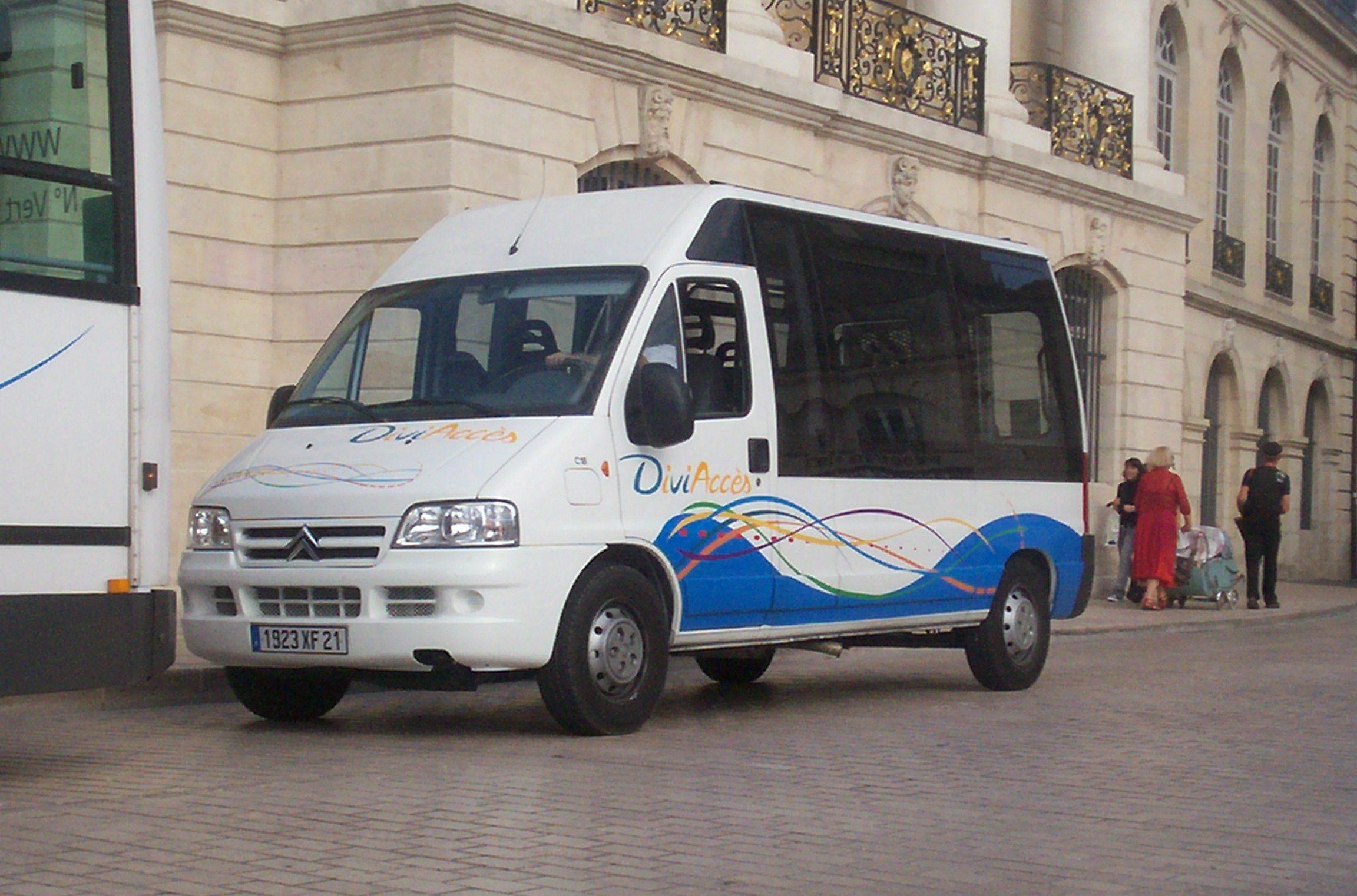
Dietrich Noventis 200 DiviAccès n°C18 (dans l'ancienne livrée standard Divia avant 2012).

Créé en 1983, le service TPMR (Transport des Personnes à Mobilité Réduite) se nomme DiviAccès depuis juin 2006. Ce service est réservé aux personnes ayant un handicap non lié à l'âge, ne pouvant pas se déplacer normalement sur les lignes du réseau. En 2010 par exemple, 800 personnes peuvent bénéficier de ce service, mais seulement 480 habitants de Dijon Métropole en sont utilisateurs. En 2016, 48 000 services annuels ont été effectués pour le compte de 454 personnes. La plupart d’entre eux réalisent moins de 100 voyages par an, certains (salariés, lycéens, étudiants…) l’utilisent quotidiennement. Les minibus, fournis par Dijon Métropole, étaient exploités par la société Transmontagne et le sont désormais par Keolis Dijon Mobilités.
Il existe deux catégories d'utilisateurs :
- les utilisateurs occasionnels qui utilisent ce service pour faire leurs courses, leurs démarches administratives, leurs loisirs… ;
- les utilisateurs réguliers qui utilisent ce service pour les trajets scolaires (étudiants) ou des personnes ayant besoin de se déplacer tous les jours.

Depuis juillet 2008, le service TPMR est facturé au même prix que le bus.
Cependant, le service billetique opérationnel dans les bus et tramways depuis le 18 juin 2012 ne sera pas installé dans les taxis et minibus car la gestion de la billetique cause des problèmes. Les clients de ce service garderont donc des tickets papier à acheter en agence ou via internet.
Les minibus DiviAccès doivent être au préalable réservés deux heures avant à la centrale Divia grâce au numéro 03 80 11 29 29 (appel gratuit depuis un poste fixe).
Le service DiviAccès est également valable de 6 h du matin en semaine et de 9 h du matin les dimanches et jours fériés jusqu'à 0 h 15.
Mais ce service n'arrivant plus à suivre car étant victime de son succès, un collectif des usagers DiviAccès, nommé CUDI21, a vu le jour le 15 juin 2011. Deux mois plus tard, CUDI21 dut abandonner la bataille et le collectif fut dissous,,.

### Vélos en libre service DiviaVélodi

Logo du service DiviaVélodi.

DiviaVélodi (mot-valise, contraction du nom du réseau de transports en commun dijonnais, de vélo et de Dijon) est le système de vélos en libre-service de Dijon. Mis en place par Dijon Métropole, il a été inauguré le 29 février 2008 et est exploité par Keolis Dijon Mobilités.
Il compte en 2023 40 stations en activité, pour 430 vélos.

### Location de vélos DiviaVélo
DiviaVélo est le nom du service de location de vélo (à ne pas confondre avec les vélos en libre service) courte, moyenne et longue durée du réseau Divia. Les durées de location vont de 24 heures à 1 an. Les tarifs vont de 3 € pour 24 heures à 80 € pour un an.

Le point de retrait des vélos se situe à la gare SNCF de Dijon-Ville. À la différence du service DiviaVélodi, il n'y a pas de station fixe pour garer son vélo, on peut emmener ce dernier où l'on veut durant la période de location.

### Train
Dijon bénéficie de deux gares SNCF, Dijon Ville et Dijon Porte-Neuve. Les trains TER mettent six minutes pour traverser la ville en reliant les deux gares.

## Système d'Aide à l'Exploitation et à l'Information des Voyageurs (SAEIV) "Totem"
Depuis janvier 2008, le réseau Divia est équipé d'un SAEIV de marque Ineo Systrans. Baptisé Totem, il permet de mieux gérer l’exploitation du réseau et d’offrir aux voyageurs une information en temps réel. Ce système est déjà présent dans plusieurs autres réseaux, mais demande de nombreux réglages pour être opérationnel à 100 %.

### À certains arrêts de bus
Des écrans couleurs (aux pôles d'échange principaux du réseau) ou à cristaux liquides (aux autres arrêts les plus fréquentés) informent les usagers du temps d'attente avant le passage des prochains bus. Ils permettent également de prévenir les usagers en cas de déviation, grève ou autre information.
Un système d'annonce sonore peut être déclenché par les personnes mal-voyantes.

### Dans les bus
- Le conducteur dispose d'un pupitre lui permettant de gérer le temps de trajet, ses retards, et de communiquer avec le poste de régulation (PCC) en cas de problèmes.
- Les usagers disposent d'informations sonores et visuelles :
  - une voix annonce le nom du prochain arrêt et la destination du bus ;
  - des écrans couleurs TFT affichent le nom du prochain arrêt, les correspondances, le temps restant avant les principaux arrêts et des informations diverses (déviations, éventuelles perturbations, publicités, etc.). Ils remplacent les anciens plans de ligne à film.

## Le matériel roulant
Le réseau Divia dispose de 33 tramways Alstom Citadis 302 et de 201 autobus (89 autobus articulés de 18 m, 56 autobus standards de 12 m, 20 midibus de 10 m et 26 minibus). Les tramways et bus du réseau Divia sont la propriété de l'autorité organisatrice, Dijon Métropole.

### Parc de Keolis Dijon Mobilités
: Parc (modèle) le plus important par catégorie (articulés, standards, mini).
Mis à jour le 25/01/2025
| Modèles                      | Numéros de parc et Commentaires              | Années                         |
| ---------------------------- | -------------------------------------------- | ------------------------------ |
| Rames de tramway :           |                                              |                                |
| 33 Alstom Citadis 302        | 1001 à 1033                                  | 2012, 2013                     |
| Autobus articulés :          |                                              |                                |
| 60 Heuliez GX 427 Hybride    | 2401 à 2405 et 2407 à 2462 (2462 ex-Vitalis) | 2013                           |
| 8 Heuliez GX 427             | 2501 à 2508 (ex-STIVO)                       | 2009 et 2010                   |
| 2 Heuliez GX 437 Hybride     | 2463 et 2464 (Ex Val Parisis)                | 2015                           |
| 10 Irisbus Citelis 18        | 2311 et 2312, 2321 à 2328 (ex-RATP)          | 2009 à 2011                    |
| 6 Mercedes-Benz Citaro G C2  | 2601 à 2606 (ex-Disneyland Paris)            | 2017                           |
| Autobus standards :          |                                              |                                |
| 41 Heuliez GX 327 Hybride    | 3601 à 3622 et 3624 à 3642                   | 2011 et 2013                   |
| 1 Heuliez GX 337 Hybride     | 3643 (ex-Val Parisis)                        | 2015                           |
| 2 Irisbus Citelis 12 Hybride | 3644 et 3645 (ex-Sibra)                      | 2012                           |
| 2 Heuliez GX 327             | 3501 à 3503                                  | 2013                           |
| 2 Irisbus Citelis 12         | 3314 et 3315 (ex-TICE Luxembourg)            | 2020                           |
| 3 Heuliez GX 127             | 4110 à 4112 (Location Salon-De-Provence)     | 2008 à 2011                    |
| Minibus :                    |                                              |                                |
| 6 Dietrich Noventis 200      | 4201 à 4204, 4501 et 4502                    | 2004 (4201), 2006 (45xx), 2007 |
| 1 Dietrich City 23           | 4210                                         | 2020                           |

### Keolis Bourgogne
| Modèles              | Numéros et Commentaires                    | Années       |
| -------------------- | ------------------------------------------ | ------------ |
| Autobus standards :  |                                            |              |
| 8 Heuliez GX 127     | 4102 à 4109                                | 2008 à 2011  |
| 6 Heuliez GX 137L    | 4701 à 4705 et 4709 (ex Salon-De-Provence) | 2017         |
| 3 Heuliez GX 337     | 3701 à 3703 (Location Salon-De-Provence)   | 2015 et 2019 |
| 2 Irisbus Citelis 12 | 3310 à 3311 (ex-TICE Luxembourg)           | 2005-2011    |
| Minibus :            |                                            |              |
| 4 Dietrich City 23   | 4211 à 4214                                | 2020-2022    |
| 5 Bolloré BlueBus 22 | 4601 à 4605                                | 2017         |

### Transdev Pays d'Or
| Modèles            | Numéros et Commentaires                  | Années |
| ------------------ | ---------------------------------------- | ------ |
| Autobus standard : |                                          |        |
| 3 Heuliez GX 137L  | 4706 à 4708 (Location Salon-De-Provence) | 2017   |

### Transmontagne
| Modèles               | Numéros et Commentaires | Années |
| --------------------- | ----------------------- | ------ |
| Autobus standards :   |                         |        |
| 1 Irisbus Citelis 12  | 3313                    | 2011   |
| Minibus :             |                         |        |
| 7 Dietrich modulis 30 | 4516 à 4521             | 2023   |
| 4 Dietrich modulis 7  | 4402 à 4405             | 2023   |

### Achat de bus hybrides
Le parc de bus au gaz naturel a été jugé trop coûteux à exploiter. Un appel d'offres de 61 bus articulés et 41 bus standards hybrides a été lancé afin de remplacer ces véhicules. En mars 2012, le vainqueur de l'appel d'offres est Heuliez Bus, la filiale française du groupe IVECO Bus avec 41 Access'Bus GX 327 hybrides et 61 Access'Bus GX 427 hybrides mis en service en 2013. D'après S. Assez (qui confirme ce chiffre de 102 bus hybrides), Dijon serait alors, à l'époque, « la ville française exploitant le parc le plus important d'autobus hybrides. »

### Tarification et billettique
La mise en service du tramway en 2012 s'est accompagnée d'une nouvelle billettique « sans contact », dite « PASS Divia », qui est utilisée à compter du 18 juin 2012 sur l'ensemble des lignes exploitées par Divia, et en septembre 2012, pour payer les parcs relais. Cette billettique se compose de plusieurs supports : les cartes (5 €, valables 5 ans) nominatives (avec une protection contre la perte et le vol), une carte déclarative (sans cette protection), la carte anonyme, la clé-USB (15 €, valable 5 ans) et le ticket rechargeable (0,30 €, pouvant contenir 60 voyages).
Ces supports peuvent être chargés soit d'abonnements ou de tickets de voyages.
L'offre tarifaire comprend notamment, en 2017, le billet à validité horaire (1,30 €), le carnet 10+1 (13 €), le billet valable 24 heures (3,90 €), 48 heures(6,85 €) ou 72 heures (8,80 €), le pass mensuel à 40 €, ainsi que des titres à tarif réduit.
Les titres de transports (supports, abonnements ou tickets) s'achètent hors des véhicules, dans les agences Divia et ses correspondants, en ligne ou sur les quais du tram. Des billets de dépannage sont vendus plus cher à bord des bus.
En mars 2018, le réseau Divia est le premier en France à proposer l'open payment à bord de ses trams et de ses bus. Le principe consiste à régler à bord directement avec sa carte bancaire. Le système rencontre un vif succès dès sa mise en service, avec 80.000 utilisateurs en un peu moins d'un an.

## Association des usagers du réseau Divia
Le 23 avril 2013, Fabien Sorez et Gaetan Millot décident de créer une association des utilisateurs du réseau Divia nommé « J'aime Divia »,,,.
L'association se donne pour but de :
- donner et s'informer mutuellement de l'état du trafic Tram, Bus et autres transports du Réseau Divia par SMS et tout autres moyens appropriés ;
- répondre aux questions de tous les usagers ;
- d'être une force de proposition et d’initiative pour l'ensemble des acteurs du réseau, tel que gestionnaire du réseau ou élus ;
- être présent en cas d’incident pour informer les voyageurs.

Elle a ouvert officiellement le 20 mai 2013,.
Le 18 janvier 2015, l'association annonce que l'entreprise Kéolis Dijon Mobilités l'a mise en demeure de ne plus utiliser le nom Divia [réf. nécessaire]. L'association change de nom et se dénomme alors « Au Fil des Réseaux » et intègre dans ses objectifs le réseau de transport express régional de Bourgogne (TER Bourgogne) et le réseau interurbain de Côte-d'Or (Transco).

## Le réseau de 2012 à 2023
Une restructuration moins générale du réseau a eu lieu le dimanche 3 septembre 2012, en même temps que l'arrivée de la première ligne du tramway et au lendemain de l'inauguration de cette dernière. La deuxième ligne du tramway est ouverte depuis le 8 décembre 2012.
Cet évènement s'accompagne de la mise en place de la nouvelle billettique sans contact, qui a été mise en service à partir du 18 juin 2012. Elle est utilisable dans un premier temps sur les réseaux Divia et Transco, et, dans un plus long terme, sur le réseau TER Bourgogne, le système de location de vélo DiviaVelodi ainsi que d'autres réseaux de transports bourguignon.

## Le Réseau avant le 2 septembre 2012
À partir du 12 juillet 2010, afin d'éviter les secteurs en travaux pour le tramway et pour anticiper la mise en service de celui-ci, le réseau Divia a été restructuré en profondeur. Une grande partie de ce réseau a été en 2012 pour la mise en service du Tramway.

## Le Réseau avant le 11 juillet 2010
Lignes de l'ancien réseau avant le 11 juillet 2010 inclus.